# MFK Sinara Iekaterinbourg
Maillots
Actualités
Le MFK Sinara Iekaterinbourg est un club de futsal russe basé à Iekaterinbourg.

## Histoire
Le club est fondé en 1992 sous le nom de VIZ, du nom de l'entreprise sidérurgique du même nom VIZ-Stal (en).
En 2001, le club change son nom en VIZ-Sinara pour refléter le soutien de la société d'investissement Sinara Group (en).
Depuis septembre 2010, la dénomination est uniquement Sinara.
Grâce à sa victoire en Coupe de Russie 2006-2007, le VIZ-Sinara fait ses débuts en Coupe UEFA 2007-2008. L'équipe de l'Oural se qualifie immédiatement pour la phase finale contre les Roumains de CIP Deva et les Ukrainiens d'Enerhija L'viv. Lors de la finale à Moscou, VIZ-Sinara remporte son premier trophée international en battant les Espagnols d'ElPozo Murcia (4-4 tab 3-2), devenant ainsi la première équipe à remporter la compétition sans jamais avoir remporté son championnat national.
Lors de la Coupe UEFA 2008-2009, l'équipe atteint de nouveau la finale mais est battue par InterMovistar Alcalá. Le mois suivant, Sinara remporte son premier titre de champion de Russie et interrompt l'hégémonie du MFK Dinamo Moscou qui dure depuis six ans.
En 2009-2010, VIZ-Sinara conserve son titre en concluant la saison régulière avec un avantage de trois points sur le MFK Tyumen.
En décembre 2010, Sinara est éliminé dès le tour principal de la Coupe UEFA.

## Palmarès
- Coupe de l'UEFA (1) :
  - Vainqueur : 2008
  - Finaliste : 2009

- Championnat de Russie (3) :
  - Champion : 2009 , 2010 et 2021
  - Vice-champion : 1998, 1999, 2006 et 2007

- Coupe de Russie (2) :
  - Vainqueur : 2007 et 2011
  - Finaliste : 1998, 2003 2008 et 2009

## Personnalités
Dans l'équipe de Russie participant à la première Coupe du monde en 1996, Vadim Iachine et Mikhail Kochtcheev jouent alors au MFK VIZ Iekaterinbourg.
En 2007, alors joueur au VIZ-Sianra, Vladislav Shayakhmetov est élu meilleur joueur de l'année au Prix FutsalPlanet. L'année suivante, Sergey Zuev est désigné meilleur gardien du monde et Dmitri Prudnikov meilleur jeune.